# Эйдельберг, Пол
Пол Эйдельберг — израильский ученый, политолог, философ, профессор, президент израильского Фонда за конституционную демократию, президент исполкома партии Ямин Исраэль, является одним из крупнейших в мире ученых, работающих в области еврейской философии и Израиля; его выступления транслируются в еженедельных передачах англоязычной радиостанции Аруц-7.
Пол Эйдельберг получил докторскую степень в университете Чикаго (под руководством Л. Штрауса) и преподавал в ряде американских университетов, а затем в университете Бар-Илан в Израиле. Он признанный в мире политолог, писатель и лектор.
Профессор Эйдельберг — автор десяти книг по американской политической философии, арабо-израильскому конфликту и еврейской философии. Им опубликовано свыше 900 статей в широкой и научной прессе Израиля и США. Проф. Эйдельберг — член редколлегии ведущего израильского политического журнала «Натив» и член консультативного совета Ариэльского центра политических исследований — «интеллектуального центра» национального еврейского движения.
С 2000 года — президент «Партии за объединение еврейского народа» (Ямин Исраэль). Житель Иерусалима.

## Сочинения
- Еврейская государственная мудрость; философское исследование о причинах неустойчивости политики в Израиле.
- Миф об израильской демократии